# 黒沢川
黒沢川（くろさわがわ）は、長野県安曇野市三郷地区を流れる一級河川である。全長約9キローメトル。

## 地理
安曇野市の南西に位置する黒沢山に源を発し、北黒沢、南黒沢が合流して黒沢川となる。安曇野市三郷の住吉神社付近で川の水が伏流水となり水無川となるが、流路自体はあずみ野排水路を経て万水川に合流する。
左岸には信濃川水系の流域治水の一環として、全長約320メートル、幅約120メートル、貯水容量約253,000立方メートルの調節池が設置され、2025年3月に竣工予定。